# Dieter Lindner (Leichtathlet)
Dieter Lindner (* 18. Januar 1937 in Nebra; † 13. Mai 2021 in Freyburg) war ein deutscher Leichtathlet.
Er startete in der gemeinsamen deutschen Mannschaft für die DDR und gewann bei den Olympischen Spielen 1964 in Tokio die Silbermedaille im 20-km-Gehen (1:31:14 h). Ein weiterer Höhepunkt seiner Karriere war der Sieg bei den Europameisterschaften 1966 (1:29:25,0 h).
Dieter Lindner startete für den SC Fortschritt Weißenfels unter Trainer Gerhard Buschendorf, später für den SC Chemie Halle bei Trainer Paul Ilisch.
In seiner Wettkampfzeit war er 1,74 m groß und wog 66 kg.

## Weitere Starts im 20-km-Gehen bei internationalen Höhepunkten
- 1956 – Olympische Spiele: disqualifiziert
- 1958 – Europameisterschaften: disqualifiziert
- 1960 – Olympische Spiele: Platz 4 (1:35:34 h)
- 1962 – Europameisterschaften: Platz 6 (1:38:34,8 h)

## Auszeichnungen
- 1964: Vaterländischer Verdienstorden in Bronze[2]